# Le luci di settembre
Le luci di settembre è uno dei romanzi di Carlos Ruiz Zafón, uscito nel maggio 2011 in Italia. 
Dopo Il principe della nebbia e Il palazzo della mezzanotte Zafón scrisse, nel 1995, un altro libro: Le luci di settembre. Questi tre primi libri avevano un filo conduttore comune, infatti furono poi raccolti nel volume La Trilogía de la Niebla (La Trilogia della Nebbia). Zafón però non apprezzò mai il proprio romanzo tanto come, ad esempio, Il principe della nebbia. Non ne fu soddisfatto fino al 2007, dopo averlo revisionato; infatti fu poi pubblicato nell'agosto del 2008 dalla casa editrice Planeta. È stato pubblicato in Italia dalla Arnoldo Mondadori Editore nel maggio del 2011.

## Trama
(Carlos Ruiz Zafón, Le luci di settembre, traduzione di Bruno Arpaia, Mondadori, 2013, incipit)
Francia, anni Trenta. Armand Sauvelle muore all'improvviso, lasciando la moglie Simone e i due figli, Irene e Dorian, a sopravvivere in gravi condizioni economiche. Simone, tormentata dai creditori, inizia a lavorare come insegnante e perfino la piccola Irene è costretta ad ingegnarsi per guadagnare qualcosa.
Finalmente nell'estate del 1937 si presenta una buona occasione: a Simone viene offerto un posto di lavoro come governante nell'abitazione del ricco Lazarus Jann, noto ingegnere e proprietario di una fabbrica di giocattoli. La famiglia Sauvelle si trasferisce dunque nel piccolo paese di Baia Azzurra, sulle coste della Normandia, dove si trova Cravenmoore, la sinistra dimora di Lazarus Jann, abitata soltanto dal suo proprietario, da sua moglie, inferma e segregata nelle sue stanze, e una giovane domestica, Hannah.
Simone e i suoi figli credono di aver infine trovato la serenità, ma ben presto capiranno di essersi sbagliati. Una notte Hannah viene ritrovata morta all'interno del bosco che circonda Cravenmoore, e da quel momento una fitta rete di misteri e strani avvenimenti inizia a svilupparsi intorno alla figura di Lazarus Jann e alla sua strana dimora, popolata da giocattoli grotteschi e animati frutto delle sue invenzioni. Mentre qualcosa nasce tra Simone e il suo datore di lavoro, la quindicenne Irene e il giovane pescatore Ismael, cugino di Hannah, iniziano a indagare, decisi a scoprire la verità, portando alla luce un terribile segreto rimasto sepolto per anni nelle viscere di Cravenmoore.

## Edizioni
- (ES) Carlos Ruiz Zafón, Las luces de septiembre, Edebé, dicembre 1998, ISBN 978-84-236-3783-6.
- (ES) Carlos Ruiz Zafón, Las Luces de Septiembre, Editorial Planeta, agosto 2008, ISBN 978-84-08-08079-4.
- Carlos Ruiz Zafón, Le Luci di Settembre, Arnoldo Mondadori Editore, maggio 2011, ISBN 978-88-04-61023-6.